# 용재총화
용재총화(慵齋叢話)는 조선 성종 때의 학자 성현(成俔)이 지은 수필집이다. 시·서예·문장·야담, 그 밖의 사화(史話)·인물 이야기 등이 실려 있으며, 모두 3권 3책임. 특히 그 중에 상좌가 스님을 속인 이야기 등은 저명한 야담이다.